# ستيف كارتر (سياسي أمريكي)
ستيف كارتر (بالإنجليزية: Steve Carter)‏ هو ضابط وشخصية أعمال وسياسي أمريكي، ولد في 1 أكتوبر 1943 في باتون روج في الولايات المتحدة. حزبياً، نشط في الحزب الجمهوري. وقد انتخب عضو مجلس نواب لويزيانا.